# Bayan Jumah
Bayan Jumah (em árabe: بيان جمعة‎; Aleppo, 13 de abril de 1994) é uma nadadora síria.

## Carreira

### Rio 2016
Jumah competiu nos 50 m livre feminino nos Jogos Olímpicos de Verão de 2016, sendo eliminada nas eliminatórias.